# Nekrolog Juni 2003
Nekrolog
◄◄
| ◄
| 1999
| 2000
| 2001
| 2002
| 2003 | 2004 | 2005 | 2006 | 2007 | ► | ►►
Januar |
Februar |
März |
April |
Mai |
Juni |
Juli |
August |
September |
Oktober |
November |
Dezember 2003
Weitere Ereignisse | Allgemeiner Nekrolog 2003
Die Beschreibung der verstorbenen Person sollte so kurz wie möglich gehalten sein und nur deren signifikante Tätigkeit(en) enthalten.
Neue Namen ggf. auch unter dem Geburts- und Sterbedatum, also etwa unter 1. Januar und im Geburts- und Sterbejahr (2024) eintragen (nur bei entsprechender großer Wichtigkeit). Für Beispiele siehe die schon vorhandenen Artikel.
Außerdem über die fünf zuletzt Verstorbenen, zu denen es einen ausreichend guten Artikel für eine Präsentation auf der Hauptseite gibt, nach der todesbedingten Überarbeitung der Artikel ggf. auch unter Wikipedia Diskussion:Hauptseite informieren und sie am besten auch in den anderen Wikipedia-Sprachversionen eintragen. Tipp: Regelmäßig bei news.google.de nach „ist tot“, „gestorben“ oder „verstorben“ suchen.
Wenn eine Person gestorben ist, gibt es viele Seiten zu dieser Person in der Wikipedia, die davon auch betroffen sind und entsprechend aktualisiert werden müssen. Beispiele: Namenübersichtsseite, Geburtsjahr, Geburtsort-Seiten und viele mehr.
Wie finde ich die betroffenen Seiten?
Im Suchfeld auf der linken Seite gibt man den Suchbegriff so ein: „Vorname Nachname“. Dann klickt man auf Volltext und alle Seiten mit entsprechendem Suchtext werden aufgerufen. Hier sieht man dann schnell, wo auch das Todesjahr Sinn macht oder sogar ein Teil des Artikels angepasst werden muss. Auch hilft das „Werkzeug“ auf der linken Seite sehr gut, um solche Seiten aufzufinden: „Links auf diese Seite“. Somit ist die Wikipedia wieder aktuell in allen Bereichen! Hinweis: bei Eintragung der Kategorie „Gestorben JAHR“ wird der Missbrauchsfilter 49 ausgelöst, was jedoch nicht schlimm ist. Siehe: Spezial:Missbrauchsfilter/49
Dies ist eine Liste von im Juni 2003 verstorbenen bekannten Persönlichkeiten. Die Einträge erfolgen innerhalb der einzelnen Daten alphabetisch sortiert. Tiere sind im Nekrolog für Tiere zu finden.

## Juni
| Tag      | Name                                                     | Beruf, bekannt als                                                                                          | Alter | Beleg |
| -------- | -------------------------------------------------------- | --- | ----- | ----- |
| 1. Juni  | Marjorie Finlay                                          | US-amerikanische Opernsängerin                                                                              | 74    |       |
| 1. Juni  | Hal Gausman                                              | US-amerikanischer Szenenbildner und Filmausstatter                                                          | 85    |       |
| 1. Juni  | Joe Harris                                               | belgischer sänger                                                                                           | 59    |       |
| 1. Juni  | Burkard Freiherr von Müllenheim-Rechberg                 | deutscher Diplomat und Autor                                                                                | 92    |       |
| 1. Juni  | Gerhard Rentzsch                                         | deutscher Dramaturg und Hörspielautor                                                                       | 77    |       |
| 1. Juni  | Heinrich Schumacher                                      | deutscher Politiker (CDU), MdBB                                                                             | 81    |       |
| 1. Juni  | Wang Su-bok                                              | korenische Sängerin                                                                                         | 86    |       |
| 1. Juni  | Bernd Uiberall                                           | deutscher Künstler                                                                                          |       |       |
| 1. Juni  | František Wirth                                          | tschechoslowakischer Turner                                                                                 | 88    |       |
| 2. Juni  | Freddie Blassie                                          | US-amerikanischer Wrestler                                                                                  | 85    |       |
| 2. Juni  | Elsa Kourani                                             | dänische Schauspielerin                                                                                     | 89    |       |
| 2. Juni  | Otto-Julius Stärk                                        | deutscher Zoologe                                                                                           | 89    |       |
| 3. Juni  | Eugen Bregant                                            | österreichischer Entomologe                                                                                 | 66    |       |
| 3. Juni  | Renato Dardozzi                                          | italienischer Geistlicher                                                                                   | 81    |       |
| 3. Juni  | John Jympson                                             | britischer Filmeditor                                                                                       | 72    |       |
| 3. Juni  | Heinz Losse                                              | deutscher Internist und Hochschullehrer                                                                     | 82    |       |
| 3. Juni  | Antoni Marianowicz                                       | polnischer Diplomat, Journalist und Schriftsteller                                                          | 80    |       |
| 3. Juni  | Günter Poser                                             | deutscher Konteradmiral                                                                                     | 86    |       |
| 3. Juni  | Fabrice Salanson                                         | französischer Radrennfahrer                                                                                 | 23    |       |
| 3. Juni  | Lore Straßl                                              | deutsche Übersetzerin und Herausgeberin                                                                     | 72    |       |
| 3. Juni  | Helmut Trauzettel                                        | deutscher Architekt und Hochschullehrer                                                                     | 76    |       |
| 3. Juni  | Felix de Weldon                                          | österreichisch-US-amerikanischer Bildhauer                                                                  | 96    |       |
| 3. Juni  | Bruno Wurster                                            | Schweizer Maler                                                                                             | 63    |       |
| 4. Juni  | Karlhans Krohn                                           | deutscher Sportlehrer, Jugendpfleger und Entdecker beziehungsweise Erfinder des Indiacas                    | 94    |       |
| 4. Juni  | Wendelin Kusche                                          | deutscher Künstler und Kunstdozent                                                                          | 77    |       |
| 4. Juni  | Maria Singer                                             | österreichische Schauspielerin und bayerische Volksschauspielerin und Charakterdarstellerin                 | 89    |       |
| 4. Juni  | Ekkehard Wruck                                           | deutscher Politiker (CDU), MdA                                                                              | 60    |       |
| 5. Juni  | Heinz Behling                                            | deutscher Künstler, Grafiker                                                                                | 82    |       |
| 5. Juni  | Georg Chaimowicz                                         | österreichischer Maler und Graphiker                                                                        | 74    |       |
| 5. Juni  | John Fairclough                                          | britischer Informatiker                                                                                     | 72    |       |
| 5. Juni  | Patricia Blomfield Holt                                  | kanadische Komponistin, Musikpädagogin und Pianistin                                                        | 92    |       |
| 5. Juni  | Manfred Hölzl                                            | deutscher Politiker (CSU), MdL                                                                              | 61    |       |
| 5. Juni  | Joachim Knappe                                           | deutscher Biologe                                                                                           | 74    |       |
| 5. Juni  | Margot Kreuter-Tränkel                                   | deutsche Schriftstellerin                                                                                   | 73    |       |
| 5. Juni  | Anton Lukesch                                            | österreichischer Theologe                                                                                   | 90    |       |
| 5. Juni  | Jürgen Möllemann                                         | deutscher Politiker (FDP), MdL, MdB                                                                         | 57    |       |
| 5. Juni  | Joachim Pokorny                                          | deutscher Hochschullehrer und schlesischer Heimatforscher                                                   | 82    |       |
| 5. Juni  | Manuel Rosenthal                                         | französischer Dirigent und Komponist                                                                        | 98    |       |
| 5. Juni  | Meir Vilner                                              | israelischer kommunistischer Politiker                                                                      | 84    |       |
| 6. Juni  | Bernhard Askani                                          | deutscher Geschichtsdidaktiker und Schulbuchautor                                                           | 66    |       |
| 6. Juni  | Adalbert Boros                                           | banatschwäbischer Bischof                                                                                   | 94    |       |
| 6. Juni  | Ken Grimwood                                             | US-amerikanischer Schriftsteller                                                                            | 59    |       |
| 6. Juni  | Angelika Kill                                            | deutsche Konzertsängerin, Nonne, Schulleiterin, Ehrenbürgerin Fritzlars                                     |       |       |
| 6. Juni  | Eva Moshack                                              | spanische Bildhauerin deutscher Herkunft                                                                    | 77    |       |
| 6. Juni  | Hilda Sour                                               | chilenische Schauspielerin und Sängerin                                                                     | 87    |       |
| 7. Juni  | Héctor Cabrera                                           | venezolanischer Sänger und Schauspieler                                                                     | 71    |       |
| 7. Juni  | Richard William George Dennis                            | britischer Botaniker                                                                                        | 92    |       |
| 7. Juni  | Georges Christoffel Maria Evers                          | niederländischer Pflegewissenschaftler                                                                      | 53    |       |
| 7. Juni  | Trevor Goddard                                           | englischer Boxsportler und Schauspieler                                                                     | 40    |       |
| 7. Juni  | Carsten Kühlmorgen                                       | deutscher Schwimmer und Soldat                                                                              | 32    |       |
| 7. Juni  | Oswald zu Münster                                        | deutscher Fotograf                                                                                          | 86    |       |
| 7. Juni  | Georges Pichard                                          | französischer Comiczeichner                                                                                 | 83    |       |
| 7. Juni  | Klaus Sasse                                              | deutscher Offizier der Wehrmacht, wissenschaftlicher Oberrat am Romanischen Seminar der Universität Hamburg | 82    |       |
| 7. Juni  | Werner-Hans Schlegel                                     | deutscher Maler und Grafiker                                                                                | 88    |       |
| 7. Juni  | Selahattin Ülkümen                                       | türkischer Diplomat                                                                                         | 89    |       |
| 7. Juni  | Olav Ulland                                              | norwegisch-US-amerikanischer Skispringer, Skisprungtrainer und -funktionär                                  | 92    |       |
| 7. Juni  | Heinz Wagner                                             | deutscher Maler                                                                                             | 77    |       |
| 8. Juni  | Heinrich Biermann                                        | deutscher Politiker (CDU), MdL                                                                              | 64    |       |
| 8. Juni  | Günter Gerlach                                           | deutscher Komponist der Kirchenmusik, Organist und Chorleiter                                               | 75    |       |
| 8. Juni  | Thomas S. Gettys                                         | US-amerikanischer Politiker                                                                                 | 90    |       |
| 8. Juni  | Herschel Burke Gilbert                                   | US-amerikanischer Komponist                                                                                 | 85    |       |
| 8. Juni  | Olly Komenda-Soentgerath                                 | deutsche Schriftstellerin                                                                                   | 79    |       |
| 8. Juni  | Chuck Leighton                                           | US-amerikanischer Automobilrennfahrer                                                                       | 79    |       |
| 8. Juni  | Antonio Orbe                                             | spanischer Jesuit und Professor                                                                             |       |       |
| 8. Juni  | Leighton Rees                                            | britischer Dartspieler                                                                                      | 63    |       |
| 9. Juni  | Paul Bernecker                                           | österreichischer Wirtschaftspädagoge                                                                        |       |       |
| 9. Juni  | Kató Lomb                                                | ungarische Dolmetscherin, Übersetzerin, Autorin                                                             | 94    |       |
| 9. Juni  | Barthélémy Nguyễn Sơn Lâm                                | vietnamesischer Ordensgeistlicher und Bischof                                                               | 73    |       |
| 9. Juni  | Angelo Palmas                                            | italienischer Geistlicher, römisch-katholischer Erzbischof und Diplomat des Heiligen Stuhls                 | 88    |       |
| 9. Juni  | Lambert Rohrböck                                         | österreichischer Politiker (ÖVP), Landtagsabgeordneter                                                      | 85    |       |
| 9. Juni  | German Alexandrowitsch Sweschnikow                       | sowjetischer Florettfechter und Olympiasieger                                                               | 66    |       |
| 10. Juni | Adam Bielecki                                            | polnischer Mathematiker                                                                                     | 93    |       |
| 10. Juni | Sarah Goldberg                                           | polnisch-belgische Widerstandskämpferin                                                                     | 82    |       |
| 10. Juni | Charles Harrison Brown                                   | US-amerikanischer Politiker                                                                                 | 82    |       |
| 10. Juni | Hans Elsässer                                            | deutscher Astronom                                                                                          | 74    |       |
| 10. Juni | Karl Fruchtmann                                          | deutscher Regisseur, Autor und Filmemacher                                                                  | 87    |       |
| 10. Juni | Lopön Tsechu                                             | Meditationsmeister des tibetischen Buddhismus                                                               |       |       |
| 10. Juni | Wolfgang Freiherr Marschall von Bieberstein              | deutscher Hochschullehrer                                                                                   | 74    |       |
| 10. Juni | Bernhard Müller-Schoenau                                 | deutscher Politiker (CDU), Mitglied des Abgeordnetenhauses von Berlin                                       | 78    |       |
| 10. Juni | Livio Dante Porta                                        | argentinischer Eisenbahningenieur                                                                           | 81    |       |
| 10. Juni | Donald Regan                                             | US-amerikanischer Manager und Politiker                                                                     | 84    |       |
| 10. Juni | Roberto Rocca                                            | italienisch-argentinischer Ingenieur und Stahlindustrieller                                                 | 81    |       |
| 10. Juni | David Towell                                             | US-amerikanischer Politiker                                                                                 | 66    |       |
| 10. Juni | Rafael von Uslar                                         | deutscher Prähistoriker                                                                                     | 94    |       |
| 10. Juni | Bernard Williams                                         | britischer Philosoph                                                                                        | 73    |       |
| 11. Juni | David Brinkley                                           | US-amerikanischer Journalist                                                                                | 82    |       |
| 11. Juni | Helmut Josef Patt                                        | deutscher römisch-katholischer Geistlicher                                                                  | 76    |       |
| 11. Juni | Otto Regenspurger                                        | deutscher Politiker (CSU), MdB                                                                              | 63    |       |
| 11. Juni | Boris Rung                                               | finnischer Motorsport-Funktionär                                                                            | 75    |       |
| 11. Juni | Trude Schiff-Löwenstein                                  | deutsch-US-amerikanische Chirurgin                                                                          | 96    |       |
| 11. Juni | Rudolf Tomsits                                           | ungarischer Jazzmusiker                                                                                     | 57    |       |
| 12. Juni | Itamar Assumpção                                         | brasilianischer Sänger, Komponist, Arrangeur und Schauspieler                                               | 53    |       |
| 12. Juni | Gregory Peck                                             | US-amerikanischer Schauspieler                                                                              | 87    |       |
| 12. Juni | Wolfgang Schaefer                                        | deutscher Politiker (SPD), MdL                                                                              | 69    |       |
| 12. Juni | Lieselotte Schwarz                                       | deutsche Malerin und Bilderbuchillustratorin                                                                | 72    |       |
| 12. Juni | Rico Steinemann                                          | Schweizer Journalist und Autorennfahrer                                                                     | 63    |       |
| 13. Juni | Harold Ashby                                             | US-amerikanischer Tenorsaxophonist und Klarinettist                                                         | 78    |       |
| 13. Juni | Attila Murat Aydın                                       | deutscher Rapper, Beatboxer, Breakdancer                                                                    | 33    |       |
| 13. Juni | Robert A. Good                                           | US-amerikanischer Mediziner (Immunologie)                                                                   | 81    |       |
| 13. Juni | Hein ten Hoff                                            | deutscher Boxer                                                                                             | 83    |       |
| 13. Juni | Miraj Khalid                                             | pakistanischer Politiker Premierminister von Pakistan                                                       | 86    |       |
| 13. Juni | Hannes Lintl                                             | österreichischer Architekt                                                                                  | 78    |       |
| 13. Juni | Seif al-Islam Hassan ibn Yahya ibn Mohammed Hamid ad-Din | jemenitischer Prinz, Diplomat, Vizekönig und Premierminister                                                |       |       |
| 13. Juni | Helmut Swoboda                                           | österreichischer Journalist und Schriftsteller                                                              | 79    |       |
| 14. Juni | Leo Glueckselig                                          | österreichisch-US-amerikanischer Grafiker                                                                   | 89    |       |
| 14. Juni | Ludwig Huber                                             | deutscher Politiker (CSU), MdL                                                                              | 74    |       |
| 14. Juni | Jimmy Knepper                                            | US-amerikanischer Jazzposaunist                                                                             | 75    |       |
| 14. Juni | Volker Kriegel                                           | deutscher Jazz-Musiker, Schriftsteller und Cartoonist                                                       | 59    |       |
| 14. Juni | Edward F. Moore                                          | US-amerikanischer Informatiker und Mathematiker                                                             | 77    |       |
| 14. Juni | Günther Schack                                           | deutscher Pilot im Zweiten Weltkrieg                                                                        | 85    |       |
| 14. Juni | Martin Schaub                                            | Schweizer Publizist                                                                                         | 66    |       |
| 14. Juni | Joe Stadelmann                                           | Schweizer Schauspieler, Autor und Regisseur                                                                 | 63    |       |
| 14. Juni | Dale Whittington                                         | US-amerikanischer Rennfahrer                                                                                | 43    |       |
| 14. Juni | Adam Łopatka                                             | polnischer Jurist und Politiker                                                                             | 74    |       |
| 15. Juni | Ralph Kilner Brown                                       | britischer Hürdenläufer                                                                                     | 93    |       |
| 15. Juni | Hume Cronyn                                              | kanadischer Schauspieler und Drehbuchautor                                                                  | 91    |       |
| 15. Juni | Albert Demuyser                                          | belgischer Maler und Rennstallbesitzer                                                                      | 82    |       |
| 15. Juni | Kaiser Matanzima                                         | südafrikanischer Politiker                                                                                  | 88    |       |
| 15. Juni | Johnny Miles                                             | kanadischer Marathonläufer britischer Herkunft                                                              | 97    |       |
| 15. Juni | Alberto Pigaiani                                         | italienischer Gewichtheber                                                                                  | 74    |       |
| 15. Juni | Philip Stone                                             | britischer Schauspieler                                                                                     | 79    |       |
| 15. Juni | Momo Wandel Soumah                                       | guineischer Sänger, Saxophonist und Komponist                                                               | ≈77   |       |
| 15. Juni | René Touzet                                              | kubanischer Pianist, Komponist und Bandleader                                                               | 86    |       |
| 16. Juni | Enrico Baj                                               | italienischer Maler, Bildhauer, Anarchist und Kunsttheoretiker                                              | 78    |       |
| 16. Juni | Paul Hirst                                               | britischer Soziologe und Politikwissenschaftler                                                             | 57    |       |
| 16. Juni | Henry M. Hoenigswald                                     | deutsch-US-amerikanischer Linguist                                                                          | 88    |       |
| 16. Juni | Ernst-Rüdiger Kiesow                                     | deutscher evangelischer Theologe                                                                            | 77    |       |
| 16. Juni | Peter Redgrove                                           | britischer Schriftsteller                                                                                   | 71    |       |
| 16. Juni | Carlos Rivas                                             | US-amerikanischer Schauspieler                                                                              | 78    |       |
| 16. Juni | René Walschot                                            | belgischer Radrennfahrer                                                                                    | 87    |       |
| 16. Juni | Georg Henrik von Wright                                  | finnischer Philosoph                                                                                        | 87    |       |
| 17. Juni | Frank M. Clark                                           | US-amerikanischer Politiker                                                                                 | 87    |       |
| 17. Juni | Wilhelm Deist                                            | deutscher Historiker, Militärhistoriker                                                                     | 71    |       |
| 17. Juni | Elsa Grave                                               | schwedische Lyrikerin und Dramatikerin                                                                      | 85    |       |
| 17. Juni | Leopold Grünzweig                                        | österreichischer Politiker (SPÖ), Landtagsabgeordneter                                                      | 79    |       |
| 17. Juni | Christine Harbort                                        | deutsche Schauspielerin und Regisseurin                                                                     | 54    |       |
| 17. Juni | Christian Morgenstern                                    | deutscher DJ, Musikproduzent                                                                                | 27    |       |
| 17. Juni | Michael Nordhausen                                       | deutscher Franziskaner und Bundeskurat der Deutschen Pfadfinderschaft Sankt Georg                           | 88    |       |
| 17. Juni | Peter Pütz                                               | deutscher Germanist und Hochschullehrer, Professor für Germanistik                                          | 68    |       |
| 17. Juni | Clemens Riedel                                           | deutscher Politiker (CDU), MdB, MdEP                                                                        | 88    |       |
| 18. Juni | Anne Belle                                               | US-amerikanische Filmregisseurin und Filmproduzentin                                                        | 68    |       |
| 18. Juni | Kenneth Brian Boyd Cross                                 | britischer Offizier der Luftstreitkräfte des Vereinigten Königreichs                                        | 91    |       |
| 18. Juni | Larry Doby                                               | US-amerikanischer Baseballspieler                                                                           | 79    |       |
| 18. Juni | Manfred Frank                                            | deutscher Politiker (SPD), MdL                                                                              | 73    |       |
| 18. Juni | Massimo Pini                                             | Schweizer Politiker                                                                                         | 66    |       |
| 18. Juni | Jack Standen                                             | australischer Bahnradsportler                                                                               |       |       |
| 18. Juni | Michael Stettler                                         | Schweizer Architekt, Kunsthistoriker, Museumsdirektor und Schriftsteller                                    | 90    |       |
| 19. Juni | Bojidar Dimov                                            | bulgarischer Komponist                                                                                      | 68    |       |
| 19. Juni | Erwin Gimmelsberger                                      | österreichischer Lyriker, Prosaist, Journalist                                                              | 79    |       |
| 19. Juni | Peanuts Hucko                                            | US-amerikanischer Jazz-Klarinettist                                                                         | 85    |       |
| 19. Juni | Dan Kesten                                               | israelischer Basketballfunktionär                                                                           | 65    |       |
| 19. Juni | Paul Matussek                                            | deutscher Neurologe, Psychiater und Psychoanalytiker                                                        | 84    |       |
| 19. Juni | Jewgeni Nikolajewitsch Podkolsin                         | russischer Offizier                                                                                         | 67    |       |
| 19. Juni | Belding Scribner                                         | US-amerikanischer Mediziner                                                                                 | 82    |       |
| 19. Juni | Hanns Verres                                             | deutscher Radiomoderator                                                                                    | 75    |       |
| 20. Juni | LaMar Baker                                              | US-amerikanischer Politiker                                                                                 | 87    |       |
| 20. Juni | Hiroko Berghauer                                         | japanisches Fotomodell                                                                                      |       |       |
| 20. Juni | I. Bernard Cohen                                         | US-amerikanischer Wissenschaftshistoriker                                                                   | 89    |       |
| 20. Juni | Fielder Cook                                             | US-amerikanischer Filmregisseur und Produzent                                                               | 80    |       |
| 20. Juni | W. W. Dick                                               | US-amerikanischer Lehrer und Politiker                                                                      | 96    |       |
| 20. Juni | Johannes Duft                                            | Schweizer Stiftsbibliothekar in der Stiftsbibliothek St. Gallen                                             | 88    |       |
| 20. Juni | Jacques Follon                                           | belgischer Philosophiehistoriker                                                                            |       |       |
| 20. Juni | André Grillon                                            | französischer Fußballspieler und -trainer                                                                   | 81    |       |
| 20. Juni | Herbert Kowalewsky                                       | deutscher Gewerkschafter und Politiker (SPD), MdA                                                           | 96    |       |
| 20. Juni | Bob Stump                                                | US-amerikanischer Politiker                                                                                 | 76    |       |
| 21. Juni | George Axelrod                                           | US-amerikanischer Drehbuchautor, Filmproduzent und Filmregisseur                                            | 81    |       |
| 21. Juni | Hans Boesch                                              | Schweizer Schriftsteller                                                                                    | 77    |       |
| 21. Juni | Magnus von Braun                                         | deutscher Chemieingenieur und Raketenkonstrukteur                                                           | 84    |       |
| 21. Juni | Piet Dankert                                             | niederländischer Politiker (PvdA), MdEP                                                                     | 69    |       |
| 21. Juni | Charles Dédéyan                                          | französischer Romanist, Komparatist und Literaturwissenschaftler                                            | 93    |       |
| 21. Juni | Anita Felguth                                            | deutsche Tischtennisspielerin                                                                               | 94    |       |
| 21. Juni | Jean-Charles                                             | französischer Journalist und Autor                                                                          | 80    |       |
| 21. Juni | Bill Leslie                                              | US-amerikanischer Jazzmusiker (Tenorsaxophon, Saxello)                                                      |       |       |
| 21. Juni | Jules Marchal                                            | belgischer Diplomat und Historiker                                                                          | 78    |       |
| 21. Juni | Roger Neilson                                            | kanadischer Eishockeytrainer                                                                                | 69    |       |
| 21. Juni | Leon Uris                                                | US-amerikanischer Schriftsteller                                                                            | 78    |       |
| 21. Juni | Rudolf Wölfl                                             | deutscher Philologe, Pädagoge                                                                               | 92    |       |
| 22. Juni | Sergio Bruni                                             | italienischer Sänger                                                                                        | 81    |       |
| 22. Juni | Wassil Bykau                                             | belarussischer Schriftsteller                                                                               | 79    |       |
| 22. Juni | Gladys Heldman                                           | US-amerikanische Sportjournalistin, Gründerin des World Tennis Magazine                                     | 81    |       |
| 22. Juni | Robert Mühlher                                           | österreichischer Germanist und Literaturwissenschaftler                                                     | 93    |       |
| 22. Juni | Carl V. Ragsdale                                         | US-amerikanischer Berufsoffizier und Filmproduzent                                                          | 78    |       |
| 22. Juni | Guy Teugels                                              | belgischer Ichthyologe                                                                                      | 49    |       |
| 23. Juni | Walter Besenbruch                                        | deutscher Philosoph und Hochschullehrer                                                                     | 95    |       |
| 23. Juni | Sven Fahlman                                             | schwedischer Degenfechter                                                                                   | 88    |       |
| 23. Juni | Maynard Jackson                                          | US-amerikanischer Politiker                                                                                 | 65    |       |
| 23. Juni | Bodo Krämer                                              | deutscher Schauspieler                                                                                      | 58    |       |
| 23. Juni | Herbert Remmer                                           | deutscher Arzt, Pharmakologe und Toxikologe                                                                 | 84    |       |
| 23. Juni | Fred Sandback                                            | US-amerikanischer Künstler des Minimalismus                                                                 | 59    |       |
| 23. Juni | Alexander Nikolajewitsch Sidelnikow                      | russischer Eishockeytorwart                                                                                 | 52    |       |
| 23. Juni | Simeon O. Valerio                                        | philippinischer Geistlicher, Apostolischer Vikar von Calapan                                                | 85    |       |
| 24. Juni | Rudolf Bednar                                            | österreichischer Kommunalpolitiker (SPÖ)                                                                    | 83    |       |
| 24. Juni | Friedrich Cramer                                         | deutscher Chemiker und Genforscher                                                                          | 79    |       |
| 24. Juni | Dorothy Dodson                                           | US-amerikanische Speerwerferin, Kugelstoßerin und Diskuswerferin                                            | 84    |       |
| 24. Juni | Wataru Kubo                                              | japanischer Politiker                                                                                       | 74    |       |
| 24. Juni | Arthur Meier-Hayoz                                       | Schweizer Rechtswissenschafter                                                                              | 81    |       |
| 24. Juni | Voramai Kabilsingh                                       | thailändische Frauenrechtlerin und buddhistische Nonne (Bhikkhuni)                                          | 95    |       |
| 24. Juni | Paul Werner                                              | deutscher Jurist                                                                                            | 89    |       |
| 25. Juni | Renate Böschenstein-Schäfer                              | schweizerisch-deutsche Literaturwissenschaftlerin und Universitätsdozentin                                  | 69    |       |
| 25. Juni | Manuel Gaete                                             | chilenischer Fußballspieler                                                                                 | 55    |       |
| 25. Juni | Wladimir Wladimirowitsch Garin                           | russischer Schauspieler                                                                                     | 16    |       |
| 25. Juni | Hans-Georg Karg                                          | deutscher Unternehmer und Stiftungsgründer                                                                  | 81    |       |
| 25. Juni | Hanns Kreczi                                             | österreichischer Philosoph, Historiker und Heimatforscher sowie Kulturverwaltungsdirektor der Stadt Linz    | 91    |       |
| 25. Juni | Lester Maddox                                            | US-amerikanischer Politiker                                                                                 | 87    |       |
| 25. Juni | Raymond Roy                                              | kanadischer Geistlicher, römisch-katholischer Bischof von Saint Paul in Alberta                             | 84    |       |
| 25. Juni | Ljudevit Rupčić                                          | kroatischer Ordensgeistlicher und Schriftsteller                                                            | 82    |       |
| 25. Juni | Ulrike Schumacher                                        | deutsche Politikwissenschaftlerin                                                                           | 51    |       |
| 25. Juni | Peter Zoisl                                              | österreichischer, Gewerkschafter und Politiker (SPÖ)                                                        | 71    |       |
| 26. Juni | Marianne Ahlfeld-Heymann                                 | deutsch-israelische Holzbildhauerin                                                                         | 98    |       |
| 26. Juni | Marc-Vivien Foé                                          | kamerunischer Fußballspieler                                                                                | 28    |       |
| 26. Juni | Aleksandra Ivanović                                      | jugoslawische bzw. serbische Mezzosopranistin                                                               | 66    |       |
| 26. Juni | Peter Mahringer                                          | österreichischer Beamter                                                                                    | 59    |       |
| 26. Juni | David Newman                                             | US-amerikanischer Redakteur, Drehbuchautor und Filmproduzent                                                | 66    |       |
| 26. Juni | Margaret M. Roxan                                        | britische Archäologin und Expertin für römische Militärdiplome                                              | 79    |       |
| 26. Juni | Isaac Schapera                                           | britischer Anthropologe, Ethnologe und Afrikanist                                                           | 98    |       |
| 26. Juni | Henry-Ernst Simmon                                       | deutscher Theaterregisseur und Schauspieler                                                                 | 77    |       |
| 26. Juni | Martin Sperlich                                          | deutscher Kunsthistoriker und Schlösserdirektor                                                             | 84    |       |
| 26. Juni | Denis Thatcher                                           | britischer Geschäftsmann, Ehemann von Margaret Thatcher                                                     | 88    |       |
| 26. Juni | Strom Thurmond                                           | US-amerikanischer Politiker                                                                                 | 100   |       |
| 27. Juni | Gerald Balfour, 4. Earl of Balfour                       | schottischer Peer und Politiker (Conservative Party)                                                        | 77    |       |
| 27. Juni | Winfried Bruckner                                        | österreichischer Kinder- und Jugendbuchautor und Gewerkschaftsredakteur                                     | 65    |       |
| 27. Juni | Floyd Fithian                                            | US-amerikanischer Politiker                                                                                 | 74    |       |
| 27. Juni | Walter Hugo Khouri                                       | brasilianischer Filmregisseur, Drehbuchautor und Filmproduzent                                              | 73    |       |
| 27. Juni | Lou Mecca                                                | US-amerikanischer Jazz-Gitarrist und Hochschullehrer                                                        |       |       |
| 27. Juni | Gabriele Thome                                           | deutsche Klassische Philologin und Hochschullehrerin                                                        | 52    |       |
| 28. Juni | George Baxt                                              | US-amerikanischer Kriminalschriftsteller                                                                    | 80    |       |
| 28. Juni | Russell Endean                                           | südafrikanischer Cricket- und Hockeyspieler                                                                 | 79    |       |
| 28. Juni | Robert C. James                                          | US-amerikanischer Mathematiker                                                                              | 84    |       |
| 28. Juni | Ivar Maenss                                              | deutscher Diplomat                                                                                          | 94    |       |
| 28. Juni | Christa von Schnitzler                                   | deutsche Bildhauerin                                                                                        | 80    |       |
| 28. Juni | George E. Shipley                                        | US-amerikanischer Politiker                                                                                 | 76    |       |
| 28. Juni | Willem Slijkhuis                                         | niederländischer Mittel- und Langstreckenläufer                                                             | 80    |       |
| 29. Juni | Rod Amateau                                              | US-amerikanischer Drehbuchautor, Produzent und Regisseur                                                    | 79    |       |
| 29. Juni | Semen Braude                                             | ukrainischer Physiker und Radioastronom                                                                     | 92    |       |
| 29. Juni | Otto Boris Dworak                                        | österreichischer Aufnahmeleiter, Produktionsleiter, Herstellungsleiter und Filmproduzent                    | 65    |       |
| 29. Juni | Katharine Hepburn                                        | US-amerikanische Schauspielerin                                                                             | 96    |       |
| 29. Juni | Mordechai Hod                                            | israelischer Luftwaffenoffizier, Generalmajor                                                               | 76    |       |
| 29. Juni | Oswald Malura                                            | deutscher Maler                                                                                             | 96    |       |
| 29. Juni | Jean Rudhardt                                            | Schweizer Religionshistoriker, Gräzist und Papyrologe                                                       | 81    |       |
| 30. Juni | Noor Alam                                                | pakistanischer Feldhockeyspieler                                                                            | 73    |       |
| 30. Juni | Buddy Hackett                                            | US-amerikanischer Komiker und Schauspieler                                                                  | 78    |       |
| 30. Juni | Theodor Haller                                           | Schweizer Hörfunk- und Fernsehmoderator                                                                     | 88    |       |
| 30. Juni | Sascha Juritz                                            | deutscher Maler und Grafiker                                                                                |       |       |
| 30. Juni | Allen Kwela                                              | südafrikanischer Gitarrist                                                                                  | 63    |       |
| 30. Juni | Robert McCloskey                                         | US-amerikanischer Autor und Illustrator von Kinderbüchern                                                   | 88    |       |
| 30. Juni | Louis Minardi                                            | französischer Radrennfahrer                                                                                 | 95    |       |
| 30. Juni | Bernd Nielsen                                            | deutscher Handballspieler                                                                                   | 59    |       |
| 30. Juni | Constance Smith                                          | irische Filmschauspielerin                                                                                  | 75    |       |